# Pectiniunguis halirrhytus
Pectiniunguis halirrhytus is een duizendpotensoort uit de familie van de Schendylidae. De wetenschappelijke naam van de soort is voor het eerst geldig gepubliceerd in 1959 door Crabill.